# Amalarico VI de Montfort
Amalarico VI de Montfort (1195-1241)  fue hijo de Simón IV de Montfort y de Alix de Montmorency. Fue conde de Montfort, vizconde de Carcasona, Beziers y Albi y conde titular de Tolosa.
Participó en las campañas de la cruzada albigense bajo los órdenes de su padre. Heredero del condado de Tolosa a la muerte de Simón e incapaz de conservarlo, cedió sus derechos al rey Luis VIII de Francia (1224) a cambio del título de conde para su tierra de Montfort-l'Amaury.
Condestable de Francia a continuación de su tío Mathieu II de Montmorency el 1230, participó en la cruzada de los barones de 1239 cayendo prisionero en el desastre de Gaza. Cautivo en Babilonia, fue liberado en 1241 y, el mismo año, fue muerto cuando volvía del Levante mediterráneo.